# 中小企業庁 (大韓民国)
中小企業庁（ちゅうしょうきぎょうちょう、朝鮮語: 중소기업청）は、大韓民国における知識経済部傘下の国家行政機関。体系的で效率的な中小企業支援体系を構築して、中小企業の競争力を高める事を目的として、1996年2月9日に開庁した。日本の中小企業庁に相当する。

## 歴史
- 1960年7月1日 - 商工部工業局に中小企業課が設置される。
- 1968年7月24日 - 中小企業課を中小企業局に拡大改編。
- 1996年2月9日 - 通商産業部傘下の工業振興庁を廃止して、中小企業局を拡大し、中小企業庁が設置される。
- 2017年7月20日 - 中小ベンチャー企業部に昇格[1]。

## 役割
1. 中小企業育成施策の企画・推進。
2. 中小企業の構造改善事業計画の企画・施行及び企業間の協力増進。
3. 中小企業の災害管理及び動向の調査分析。
4. ベンチャー企業及びベンチャーキャピトルの育成及び支援。
5. 女性企業、在来の市場活性化支援。
6. 中小企業関連の金融及び各種資金、産業機能要員等の中小企業の人材支援。
7. 中小企業製品の需要基盤構築、売り口拡大、海外市場の開拓活動を支援。
8. 中小企業へのテクニカルサポートに関する計画の企画・施行。
9. 技術革新開発事業、産学連携共同技術開発、技術移転、取引等の各種技術支援事業の施行。
10. 中小企業情報化促進の為の各種支援。

## 組織

### 幹部
- 庁長
  - 代弁人
- 次長
  - 企画調整官
  - 監査担当官

### 下部組織
| - 運営支援課 - オンブズマン支援団 - 中小企業政策局 - 小商工人政策局 | - 中堅企業政策局 - 創業ベンチャー局 - 経営販路局 - 生産技術局 |

### 所属機関
- 亀尾電子工業高等学校
- 釜山機械工業高等学校
- 全北機械工業高等学校
- 地方中小企業庁

1級地：ソウル、釜山・蔚山、大邱・慶北、光州・全南、京畿
2級地：仁川、大田・忠南、江原、忠北、全北、慶南